# Nieławice
Nieławice [pronunciación en polaco: /ɲɛwaˈvit͡sɛ/] es un pueblo ubicado en el distrito administrativo de Gmina Wizna, dentro del Condado de Łomża, Voivodato de Podlaquia, en el norte de Polonia oriental. Se encuentra aproximadamente a 6 kilómetros al noroeste de Wizna, a 18 kilómetros al noreste de Łomża, y a 59 kilómetros al oeste de la capital regional Białystok.